# Paignton
Paignton [ˈpeɪntən] ist eine Küstenstadt an der „englischen Riviera“, angrenzend an Torquay im Südwesten Englands.
Paignton gehörte früher zur Grafschaft Devon, seit 1997 ist sie jedoch Teil der verwaltungstechnisch selbständigen Unitary Authority Torbay. Die drei Orte der Unitary Authority haben im Jahr 2006 zusammen gut 132.000 Einwohner. Im Laufe der Jahre sind Torquay, Paignton und Brixham so gewachsen, dass die drei Städte wie eine erscheinen. Paignton selbst hat 49.021 Einwohner (nationaler Zensus 2011).

## Geschichte
Paignton, für das in der Geschichte verschiedene Namen nachgewiesen sind (Paington, Paynton, Payington und Paignton), ist im Domesday Book als Peintone verzeichnet. Seit 1837 ist Paignton der offizielle Name. Vermutlich wurde die Gegend erstmals um 700 herum besiedelt. Es wird angenommen, dass der Name von the farm of Paega’s people stammt.
1856 wurde Paignton an die Eisenbahn angeschlossen. 1874 erbaute der US-amerikanische Nähmaschinen-Produzent Isaac Singer das Oldway Mansion; 1923 wurde der Zoo von Paignton eröffnet, der noch heute zu den wichtigsten Sehenswürdigkeiten zählt und der drittgrößte Zoo Englands ist.
Bis zum 19. Jahrhundert war Paignton ein Fischerdorf. Im 19. Jahrhundert wurde ein neuer Hafen gebaut. Zugleich wuchs in dieser Zeit der Tourismus beträchtlich an. Infolgedessen wurde in Paignton eine 236 m lange Pier gebaut, um den Touristen Vergnügungsmöglichkeiten zu bieten. Auch heute ist der Tourismus die Haupteinnahmequelle Paigntons.

## Touristische Attraktionen

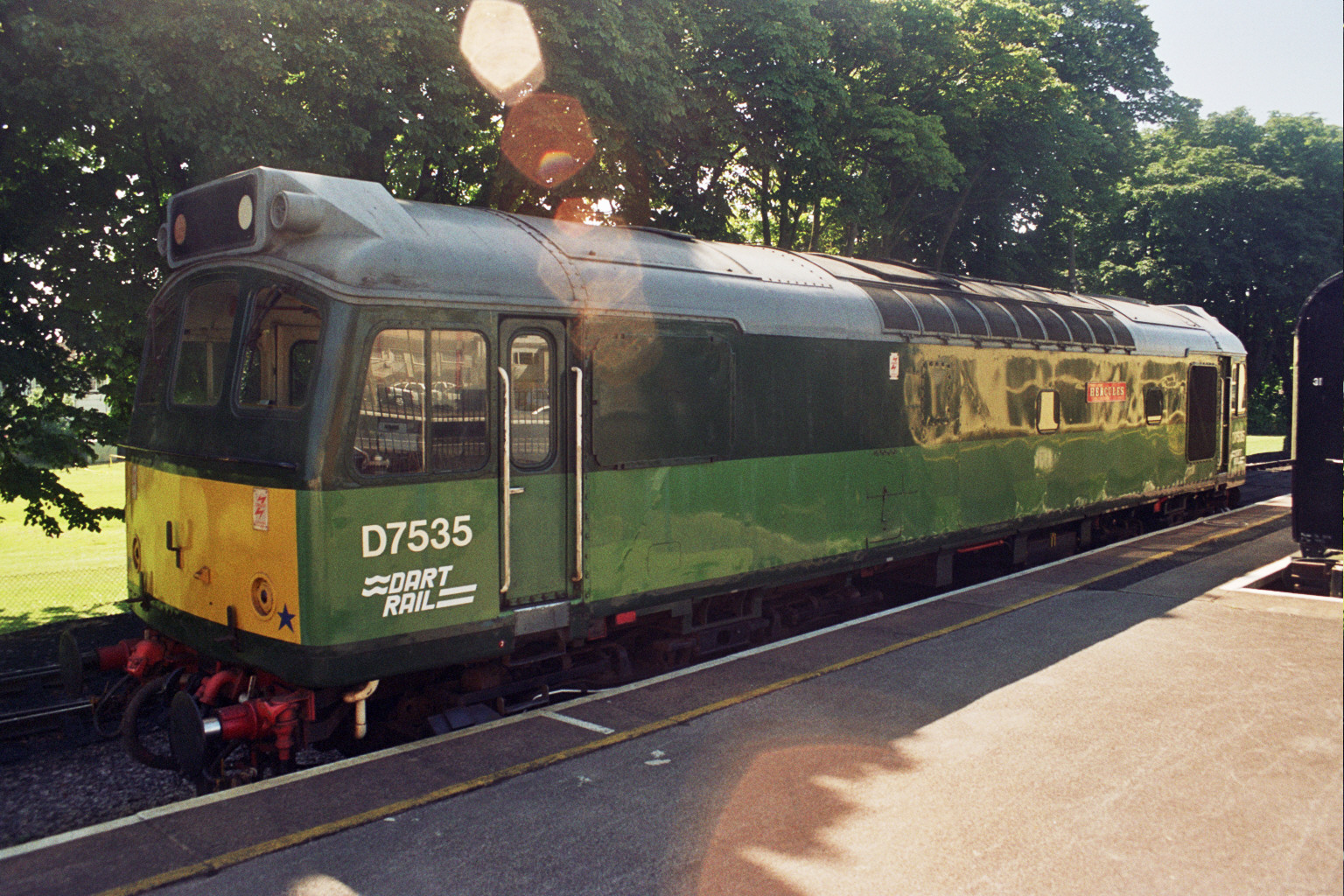
Alte Diesellok der Paignton and Dartmouth Steam Railway im Bahnhof Paignton

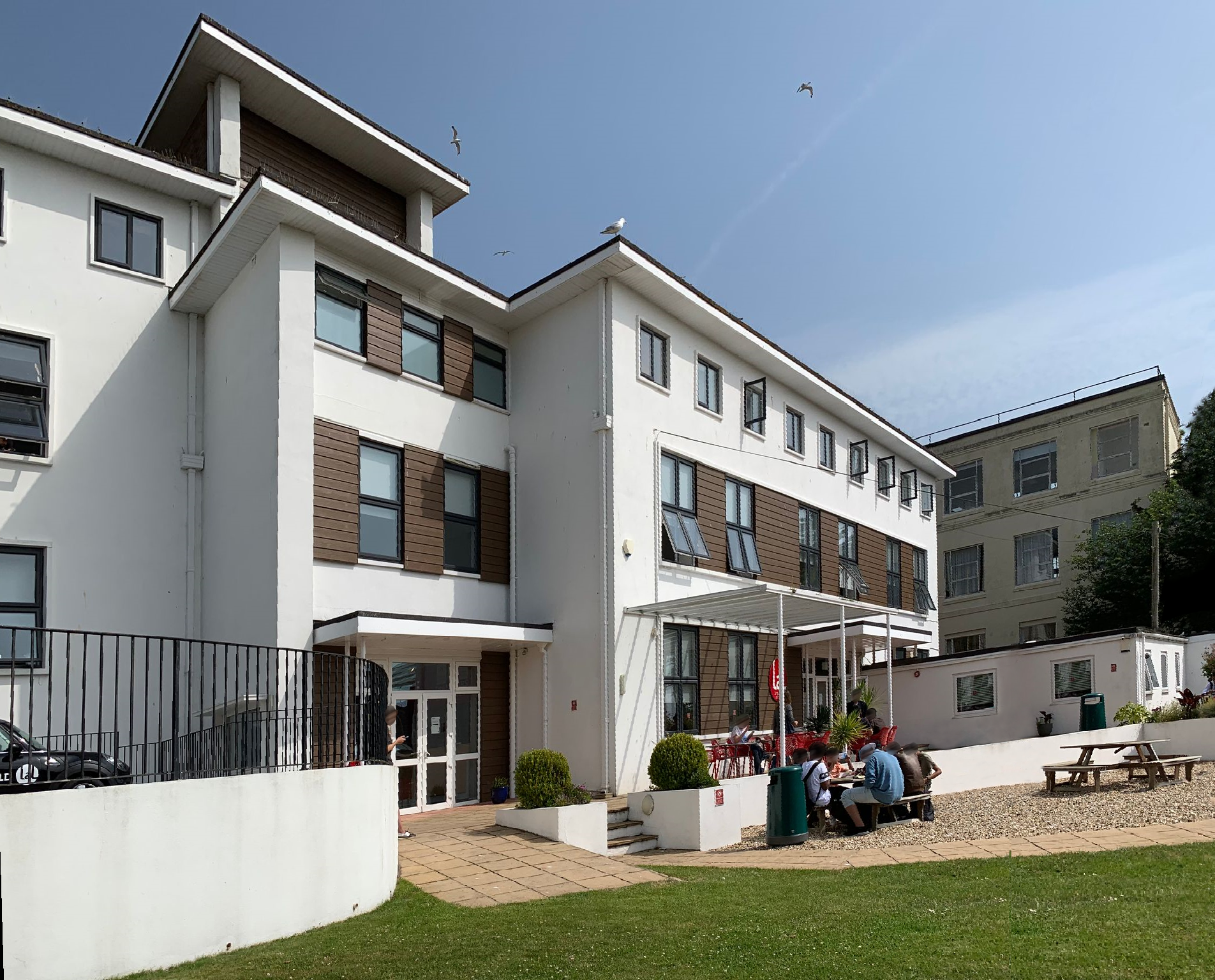
LAL Torbay, Paignton

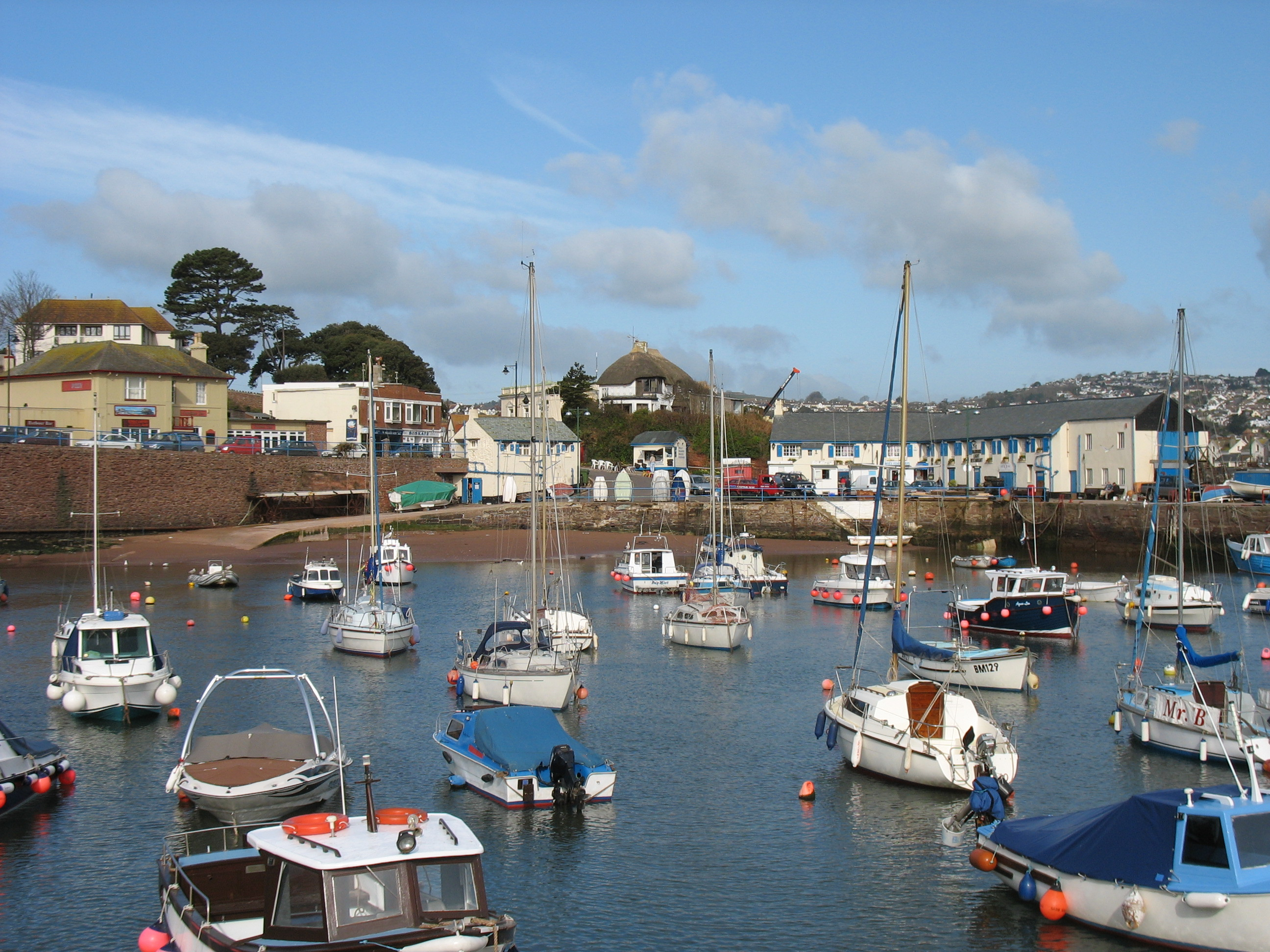
Der Hafen von Paignton

- Die „Paignton and Dartmouth Steam Railway“, eine Eisenbahn nach Kingswear/Dartmouth mit Viadukt und Tunnel, die jetzt als Dampfeisenbahn weiterbetrieben wird.
- Der „Quay West Waterpark“ in Goodrington.
- Die „Esplanade Road“ und der Hafen mit vielen Cafés und Restaurants.
- Eine weitere touristische Attraktion ist der Zoo (in der Totnes Rd).
- Der South West Coast Path, ausgeschildert durch eine gelbe Eichel als Zeichen, verläuft der Küste entlang nach Brixham.
- Ein Anziehungspunkt für jüngeres Publikum ist die Sprachschule von LAL.

## Strände

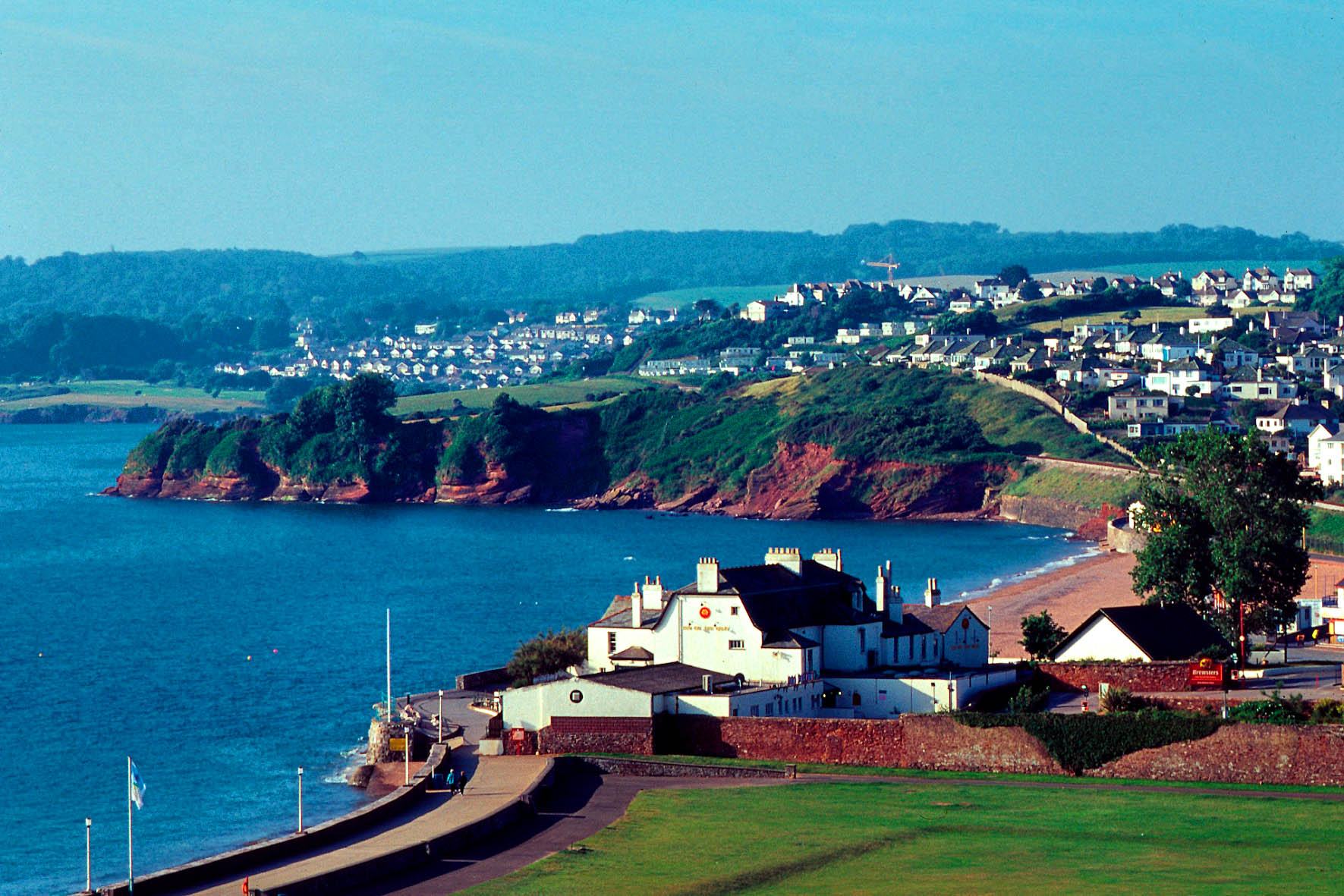
Die Küste westlich von Paignton

Wie auch Torquay und Brixham verfügt Paignton über schöne Strände; von Nord nach Süd:
- Preston Sands
- Paignton Beach
- Goodrington Sands
- Broadsands
- Elberry Cove

## Söhne und Töchter
- Graham Booth (1940–2011), britischer Politiker
- Laurence Cole (* 1968), britischer Historiker
- Daisy Johnson (* 1990), britische Schriftstellerin